# Massaker von Bourj Hammoud
Das Massaker von Bourj Hammoud war ein bewaffneter Raubüberfall, der 1985 in einem Juweliergeschäft im Beiruter Viertel Bourj Hammoud im Libanon stattfand. Dabei kamen insgesamt fünf Menschen ums Leben. Die drei Täter wurden von der libanesischen Polizei verhaftet. Zu einem späteren Zeitpunkt wurde die Todesstrafe gegen sie verhängt. Noch vor Abschluss des Gerichtsverfahrens gelang den Tätern die Flucht aus dem Gefängnis. Sie gelten seither als spurlos verschwunden. Für ihre Festnahme wurde ein internationaler Haftbefehl erlassen.

## Das Massaker
Der bewaffnete Raubüberfall ereignete sich am 28. März 1985 in einem Juweliergeschäft im Stadtviertel Bourj Hammoud der libanesischen Hauptstadt Beirut. Die Kriminellen schossen die fünf im Laden anwesenden Personen nieder und raubten Schmuck und Bargeld in Höhe von insgesamt 20 Millionen libanesischen Pfund.
Bei den Opfern handelte es sich um den Besitzer des Juwelierladens Hrant Kurkdjian (60 Jahre alt und unter Goldschmieden auch als „Loulou Hrant“ bekannt) und seine vier Mitarbeiter: Hani Zammar (28), Maria Hanna Mikhayel (32), Khatoun Tekeyian (27) und Avedik Boyadjian (60).
Die Opfer wurden in einer Blutlache am Tatort vorgefunden. Die Brutalität des Raubüberfalls erschütterte die gesamte libanesische Gesellschaft. Durch die Medien wurde die Tat als „Massaker von Bourj Hammoud“ bekannt. Der Raubüberfall gilt bislang als blutigstes und schwerstes Verbrechen der libanesischen Kriminalgeschichte.

## Die Verbrecher und ihre Festnahme

### Die Festnahme
Fünfzehn Tage nach der Tat wurden Raffi Assadour Nahabedian (25) und Panos Assadour Nahabadian (27) von libanesischen Sicherheitskräften verhaftet. Die Beute konnte in der Wohnung von Raffi Assadour Nahabedian sichergestellt werden. Sie umfasste 3172 Gramm Gold (18 Karat), 495 Gramm Diamanten (2400 Karat), 3244 US‑Dollar und Edelsteine im Wert von 700.000 US‑Dollar. Insgesamt wurde der Wert der gestohlenen Waren auf mindestens 20 Millionen libanesische Pfund geschätzt.
Die Männer wurden vom libanesischen Staatsanwalt M. Maurice verhört und gestanden ihre Tat. Der Plan hatte beinhaltet, mit der Beute nach Europa zu flüchten und dort ein neues Leben zu beginnen.
Am 17. April gelang die Festnahme des dritten Täters Hratch Assadour Nahabedian (20), der sich zum Zeitpunkt der Festnahme bereits auf der Flucht nach Europa befand, am Flughafen Larnaka in Zypern. Nachdem auch bei ihm einige der gestohlenen Diamanten sichergestellt werden konnten, wurde er an die libanesischen Behörden ausgeliefert.

### Das Ergebnis der Ermittlungen
Bei den drei Tätern des Massakers von Bourj Hammoud handelt es sich um Brüder. Im Vorfeld der Tat waren sie selbst in der Goldschmied-Branche tätig gewesen und hatten Schmuck aus eigener Herstellung in einem Geschäft in Beirut verkauft. Dort pflegten sie geschäftliche Beziehungen zu dem von ihnen ermordeten Inhaber des Juwelierladens, Hrant Kurkdjian. Mit Hilfe der Geständnisse der drei Täter, diverser Zeugenaussagen und der in der Wohnung von Raffi Assadour Nahabedian sichergestellten Beute konnte nachgewiesen werden, dass es sich bei dem Raubüberfall um ein sorgfältig geplantes Verbrechen gehandelt hatte. Die Täter gestanden, ein persönliches Verhältnis zu dem Inhaber und den weiteren vier Opfern gepflegt zu haben. Dies erklärt, weshalb der Inhaber und die Mitarbeitenden ihnen das elektrische Sicherheitstor zum Juweliergeschäft bedenkenlos geöffnet hatten. Im Rahmen der Ermittlungen gestanden die drei Brüder ferner, alle im Juweliergeschäft anwesenden Opfer bewusst getötet zu haben, um keine Zeugen zu hinterlassen. Hratch Nahabedian gestand, hierfür einen schallgedämpften Revolver benutzt zu haben.

### Die Anklage gegen Raphael Boghossian
Später beschuldigten die drei Nahabedian-Brüder den Partner von Kurkdjian und bekannten Geschäftsmann Raphael Boghossian (1925–2012), sie dazu gedrängt zu haben, seinen eigenen Partner auszurauben und zu töten. Raphael Boghossian, Vater von Albert und Jean Boghossian, den Eigentümern der Villa Empain in Brüssel, Schwiegervater des ehemaligen libanesischen Kulturministers Ghassan Salamé und Großvater der berühmten französischen Fernsehmoderatorin Léa Salamé, wurde am 5. August 1985 verhaftet und inhaftiert. Im Vorfeld war es den Verbrechern gelungen, einige seiner Worte aufzuzeichnen, die sie später dazu verwendeten, Geld von ihm zu erpressen. Raphael Boghossian verbrachte 40 Tage im Gefängnis. Verteidigt wurde er vom renommierten libanesischen Anwalt Nasri Maalouf und schließlich durch eine Kaution in Höhe von 3 Millionen libanesischen Pfund freigelassen. Die Summe gilt als höchste jemals in der libanesischen Geschichte gezahlte Kaution.

### Die Flucht
Im Jahr 1987 und vor Abschluss des Gerichtsverfahrens in Beirut gelang den drei Brüdern Panos, Raffi und Hratch Nahabedian unter noch ungeklärten Umständen die Flucht aus dem Roumieh-Gefängnis, wo sie seit 1985 inhaftiert gewesen waren. Seither fehlt von ihnen jegliche Spur. Gegen die drei Brüder wurde ein internationaler Haftbefehl erlassen.

### Das Urteil
Am 10. Dezember 1994 verhängte ein libanesisches Gericht die Todesstrafe gegen die flüchtigen Straftäter Panos, Raffi und Hratch Nahabedain. Dieses Urteil wurde durch Inkrafttreten des Gesetzes 84/91 revidiert und zu lebenslanger Haft mit Zwangsarbeit umgewandelt. Das Gericht erklärte Raphael Boghossian für nicht schuldig, da die von den drei Straftätern vorgelegten Beweismittel unzureichend waren, um ihn zu verurteilen.

## Enthüllungen im Jahr 2019
Im Dezember 2019 veröffentlichte die spanische Tageszeitung El Mundo einen Bericht über den aktuellen Ermittlungsstand. Demzufolge war es den drei geflüchteten Tätern offenbar gelungen, mit Hilfe von gefälschten Identitäten ein neues Leben in Österreich (Wien) aufzubauen. Dort betrieben sie in der Führichgasse ein Juweliergeschäft und erlangten die österreichische Staatsbürgerschaft. Zum Kundenkreis des Juweliergeschäfts gehören unter anderem Albert II., Fürst von Monaco, Beyoncé, Melanie Griffith, Ekaterina, die Frau des Milliardärs Michael Mucha, das deutsche Fotomodell Angelina Kirsch, die österreichische Geigerin Lidia Baich, der somalische Schriftsteller Waris Dirie, die georgische Tänzerin Katevan Papava und ein großer Teil der Besetzung des Wiener Staatsballetts und der Wiener Staatsoper. Der am 12. Dezember 2012 verstorbene Raffi wurde auf einem Wiener Friedhof beigesetzt. Aktuell wird davon ausgegangen, dass die wahre Identität von mindestens einem der drei Brüder der Wiener Polizei seit 2016 bekannt gewesen war. Mangels Auslieferungsabkommen zwischen Österreich und dem Libanon wurden allerdings keine weiteren Ermittlungen eingeleitet. Im Jahr 2020 interviewte das österreichische Wochenmagazin Profil einen der Brüder. Dieser gestand, am Tag der Tat im Juweliergeschäft gewesen zu sein. Allerdings leugnete er seine Mitwirkung an der Ermordung der fünf Personen. Die Familien der Opfer haben sich nun zusammengeschlossen, um die Festnahme der Täter zu unterstützen. Zu diesem Zweck engagierten sie in Wien den ehemaligen Staatsanwalt Norbert Haslhofer, der die Ermittlungen entscheidend vorantrieb. Das Ziel ist es, das Gerichtsverfahren gegen die beiden Brüder wiederaufzunehmen. Aktuell läuft gegen die beiden Brüder in Wien ein Verfahren zur Entziehung der österreichischen Staatsbürgerschaft. Nach eigenen Angaben hat die Familie mehrfach Drohungen erhalten.